# Mildred Gale
Mildred Gale née Mildred Warner (1671-30 janvier 1701) était la grand-mère paternelle de George Washington.
Sa sœur Mary est l'ascendante de Henrietta Mildred Hodgson (v. 1805–1891), qui n'est autre que l'arrière-grand-mère paternelle de Elizabeth Bowes-Lyon épouse du roi d'Angleterre George VI et mère de la reine Élisabeth II.

## Famille et enfance
Elle était l'arrière-petite-fille maternelle du Huguenot français Nicolas Martiau qui avait immigré dans la Colonie de Virginie en 1620. Elle y naquit elle-même en 1671, fille du colonel Augustine Warner (1642-1684) et de Mildred Reade, dans la demeure familiale de Warner hall dans le Comté de Gloucester.

## Premier mariage
Elle se marie avec Lawrence Washington (1659-1698) à Warner Hall en 1685 et lui donnera trois enfants :
- John (1692-1746), a épousé la demi-sœur de l'arrière-grand-père de John Charles Frémont ;
- Augustine (1693-1743), le père de George Washington ;
- Mildred.

## Second mariage
Après le décès de son premier mari, Mildred convole en secondes noces avec George Gale en 1700, commerçant originaire de Whitehaven en Angleterre, faisant du négoce entre sa ville natale et la Virginie et lui donne un enfant.

## Décès
Mildred meurt le 30 janvier 1701 après avoir contractée une forte fièvre. Elle sera enterrée dans l'enceinte de l'église Saint-Nicolas à Whitehaven. L'emplacement exact de sa tombe est aujourd'hui inconnu, en raison de plusieurs réarrangements du cimetière et un incendie survenu dans l'église en 1970. Cependant, une plaque commémorative a été scellée dans le jardin de l'édifice.